# Fernando Otorgués
Fernando Otorgués, citato in alcuni documenti anche come Fernando Torgués, (1774 – Montevideo, 14 dicembre 1831), è stato un militare e politico uruguaiano. Partecipò alla guerra d'indipendenza argentina, alla prima fase delle guerre civili argentine e fu uno dei più importanti luogotenenti di José Gervasio Artigas durante l'invasione luso-brasiliana del territorio della Banda Oriental, che più tardi divenne indipendente con il nome di Uruguay; per qualche mese fu governatore della città di Montevideo.

## Biografia
Fernando Otorgués nacque probabilmente nel 1774. Il padre, José Torguet, era originario di Tamarite de Litera, in Aragona, e aveva servito nel corpo dei dragoni fino al suo ritiro per motivi di salute; si era in seguito trasferito a Montevideo, dove morì nel 1780 a 44 anni. La madre, Feliciana Pérez, vantava anch'essa origini aragonesi.
La povertà della sua famiglia non gli permise di ricevere un'istruzione completa, obbligandolo presto a dedicarsi al lavoro dei campi. Arruolatosi nel corpo dei Blandengues de la Frontera, partecipò sotto il comando di José Gervasio Artigas ad alcune operazioni di repressione del contrabbando. Durante le invasioni britanniche del Río de la Plata combatté con i fratelli José e Matías per la riconquista di Buenos Aires sotto la guida di Santiago de Liniers nel 1806, e alla difesa di Montevideo l'anno successivo. Al termine del conflitto tornò al lavoro dei campi, per poi aderire alla rivoluzione anti-spagnola nel 1811: riuniti 800 volontari, si mise nuovamente a disposizione di Artigas, partecipando alla vittoriosa battaglia di Las Piedras.
Promosso al grado di tenente colonnello di cavalleria, alla caduta di Montevideo nelle mani dei patrioti reclamò a Carlos María de Alvear, per conto di Artigas, la consegna della piazza; il rifiuto del generale argentino segnò l'inizio della guerra tra gli unitaristi di Buenos Aires e i federalisti della Provincia Orientale. Inviato ad osservare i movimenti dell'esercito del Direttorio, Otorgués fu attaccato e sconfitto da Manuel Dorrego il 6 ottobre 1814 nella battaglia di Marmarajá.
Quando le truppe di Buenos Aires abbandonarono Montevideo il 25 febbraio 1815 a seguito della sconfitta nella battaglia di Guayabos, Otorgués fu nominato da Artigas governatore della città, carica che mantenne fino a luglio dello stesso anno. Al verificarsi dell'invasione luso-brasiliana della Banda Oriental fu posto a difesa della frontiera sul fiume Yaguarón; pur riportando un'effimera vittoria contro la colonna guidata da Bernardo da Silveira nella battaglia di Pablo Pérez non riuscì tuttavia ad arrestarne la marcia, anche a causa dei suoi dissapori con Fructuoso Rivera. Otorgués continuò a combattere l'esercito invasore nonostante le numerose defezioni tra le truppe da lui comandate  fino a che, il 6 maggio 1819, fu sorpreso e catturato dal capitano Bento Gonçalves da Silva nei pressi del torrente Cordobés.
Rinchiuso nel pontone A Gloria, e in seguito incarcerato con altri comandanti orientali nella Ilha das Cobras, di fronte a Rio de Janeiro, fu liberato nel 1821 dopo aver giurato sulla costituzione spagnola del 1812; tornato nella Banda Oriental, divenuta Provincia Cisplatina, si dedicò alla cura dei campi di sua proprietà. Nel 1825, al verificarsi della Cruzada Libertadora dopo lo sbarco dei Trentatré Orientali, collaborò con le forze indipendentiste fornendo loro dei cavalli. Dopo l'indipendenza dell'Uruguay, Otorgués chiese al nuovo governo il riconoscimento del suo grado di colonnello e il relativo stipendio, ma morì nel 1831 senza avere ottenuto quanto richiesto.